# Jean-François Bernard
Jean-François Bernard (Luzy, 2 de maig de 1962) va ser un ciclista francès, que fou professional entre 1984 i 1996, en els que aconseguí una cinquantena de victòries.
Durant els primers anys fou considerat el successor de Bernard Hinault, però a l'hora de la veritat no es confirmaren els bons pronòstics inicials. En els primers anys de la seva carrera fou quan aconseguí els seus millors resultats, amb 4 victòries d'etapa al Giro d'Itàlia, 3 al Tour de França i una a la Volta a Espanya. Va participar als Jocs Olímpics d'Estiu de 1984.
Entre 1991 i 1994 ajudà Miguel Indurain a guanyar els seus Tours de França.
Actualment col·labora amb el diari L'Équipe, L'Équipe 21, France-Info i Eurosport.
El seu fill Julien també s'ha dedicat al ciclisme.

## Palmarès
- 1983
  -  Campió de França amateur en ruta
  - 1r a la Fletxa d'or (amb Joël Millard)
- 1985
  - 1r al Tour del Mediterrani i vencedor d'una etapa
- 1986
  - 1r a la Coppa Sabatini
  - Vencedor de 2 etapes del Tour de Romandia
  - Vencedor de 2 etapes de la Dauphiné Libéré
  - Vencedor d'una etapa del Tour de França
  - Vencedor d'una etapa de la Volta a Suïssa
  - Vencedor d'una etapa del Tour d'Armòrica
  - Premiat amb el Prestige Pernod
- 1987
  - 1r al Giro dell'Emilie
  - 1r al Gran Premi de Rennes
  - Vencedor de 2 etapes del Tour de França
  - Vencedor d'una etapa del Giro d'Itàlia
  - Vencedor d'una etpa a de la París-Niça
- 1988
  - 1r a la Ronde d'Aix-en-Provence
  - Vencedor de 3 etapes del Giro d'Itàlia
- 1989
  - Vencedor d'una etapa del Tour de Vaucluse
- 1990
  - Vencedor d'una etapa de la Volta a Espanya
  - Vencedor d'una etapa del Sun Tour
- 1991
  - 1r al Circuit de l'Aulne
- 1992
  - 1r a la París-Niça i vencedor d'una etapa
  - 1r al Critèrium Internacional
  - 1r al Circuit de La Sarthe i vencedor d'una etapa
  - 1r a la Polynormande
  - Vencedor d'una etapa de la Volta a Catalunya
- 1993
  - 1r al Circuit de La Sarthe i vencedor d'una etapa
  - Vencedor d'una etapa del Tour del Llemosí

### Resultats al Tour de França
- 1986. 12è de la classificació general. Vencedor d'una etapa
- 1987. 3r de la classificació general. Vencedor de 2 etapes.  1r de la Classificació de la combinada. Porta el mallot groc durant 1 etapa
- 1988. Abandona (15a etapa)
- 1990. Abandona (11a etapa)
- 1991. 14è de la classificació general
- 1992. 39è de la classificació general
- 1993. 49è de la classificació general
- 1994. 17è de la classificació general
- 1995. 34è de la classificació general

### Resultats al Giro d'Itàlia
- 1987. 16è de la classificació general. Vencedor d'una etapa
- 1988. Abandona. Vencedor de 3 etapes. Porta la maglia rosa durant 3 etapes
- 1991. 14è de la classificació general

### Resultats a la Volta a Espanya
- 1990. 59è de la classificació general. Vencedor d'una etapa
- 1993. Abandona
- 1995. Abandona